# Eustigmatophyceae
Classe
Les Eustigmatophyceae sont une classe d’algues de l’embranchement des Ochrophyta. Ce sont des microalgues vertes (photosynthétiques mais sans chlorophylle c). Elles peuvent posséder un ou deux flagelles, et peuplent des milieux marins, d'eaux douces et même telluriques. On compte seulement une quinzaine d'espèces. Elles possèdent un stigma [eyespot en anglais] extraplastidial implanté à proximité du flagelle antérieur ; cet organe photosensible et photorécepteur leur permet de s'orienter dans le milieu aquatique et notamment d'optimiser les processus d'acquisition photosynthétique. 

## Liste des ordres
Selon AlgaeBase (12 août 2017) et World Register of Marine Species (12 août 2017) :
- Eustigmatales D.J.Hibberd
- Goniochloridales K.P.Fawley, M.Eliás & M.W.Fawley
- Eustigmatophyceae ordo incertae sedis : 3 genres
  - Botryochloropsis, Chloridella et Paraeustigmatos